# Impatiens clavata
Impatiens clavata är en balsaminväxtart som beskrevs av Bhaskar. Impatiens clavata ingår i släktet balsaminer, och familjen balsaminväxter. Inga underarter finns listade i Catalogue of Life.